# Гроув-Гілл (Алабама)
Гроув-Гілл (англ. Grove Hill) — місто (англ. town) в США, в окрузі Кларк штату Алабама. Населення — 1818 осіб (2020).

## Географія
Гроув-Гілл розташований за координатами 31°42′8″ пн. ш. 87°46′26″ зх. д. / 31.70222° пн. ш. 87.77389° зх. д. (31.702294, -87.773845).  За даними Бюро перепису населення США в 2010 році місто мало площу 12,87 км², з яких 12,87 км² — суходіл та 0,00 км² — водойми.

## Демографія
Згідно з переписом 2010 року, у місті мешкало 1570 осіб у 615 домогосподарствах у складі 402 родин. Густота населення становила 122 особи/км².  Було 731 помешкання (57/км²).
Расовий склад населення:
| - 56,6 % — білих - 41,3 % — чорних або афроамериканців - 0,3 % — корінних американців - 0,3 % — азіатів |

До двох чи більше рас належало 1,0 %. Частка іспаномовних становила 2,0 % від усіх жителів.
За віковим діапазоном населення розподілялося таким чином: 23,9 % — особи молодші 18 років, 59,9 % — особи у віці 18—64 років, 16,2 % — особи у віці 65 років та старші. Медіана віку мешканця становила 38,5 року. На 100 осіб жіночої статі у місті припадало 98,2 чоловіків;  на 100 жінок у віці від 18 років та старших — 94,5 чоловіків також старших 18 років.
Середній дохід на одне домашнє господарство  становив 50 569 доларів США (медіана — 31 786), а середній дохід на одну сім'ю — 68 449 доларів (медіана — 55 515). Медіана доходів становила 48 750 доларів для чоловіків та 31 932 долари для жінок. За межею бідності перебувало 26,1 % осіб, у тому числі 28,4 % дітей у віці до 18 років та 20,7 % осіб у віці 65 років та старших.
Цивільне працевлаштоване населення становило 552 особи. Основні галузі зайнятості: освіта, охорона здоров'я та соціальна допомога — 22,8 %, роздрібна торгівля — 14,3 %, виробництво — 13,2 %, транспорт — 12,5 %.